# 版纳玉凤花
版纳玉凤花（学名：Habenaria medioflexa）为兰科玉凤花属下的一个种。

## 扩展阅读
維基物種上的相關：版纳玉凤花